# Порту-Мониш
Порту-Мониш (порт. Porto Moniz) — посёлок на северо-западе острова Мадейры, в автономном регионе Мадейра (Португалия), с населением 1700 человек (2001). Является административным центром одноименного района (муниципалитета) с площадью 82,60 км² и населением 2927 человек (2001), который на западе и севере омывается Атлантическим океаном, на востоке граничит с муниципалитетом Сан-Висенти, на юго-востоке — с муниципалитетом Понта-ду-Сол и на юге и юго-западе — Кальета.
В прошлом (до вступления Мадейрой устава автономии в 1976 году) посёлок входил в состав Фуншальського административного округа.
Праздник посёлка — 22 июля.

## История
Муниципалитет был основан в 1835 году. На протяжении своего существования Порту-Мониш несколько раз подвергался административно-территориальной реформе.
В экономике муниципалитета доминирует первичный сектор экономики, представленный сельским хозяйством. Значительная часть его территории является гористой, где сосредоточено животноводство. Развито рыболовство и торговля. Основным видом транспорта являются автобусы и такси.

## Туризм
Большой популярностью среди туристов пользуется Аквариум Мадейры (порт. Aquário da Madeira), открытый 4 сентября 2005 года. Особенностью этого аквариума является то, что он был построен на месте бывшей крепости Сан-Жуан-Батишта при полном сохранении её внешнего вида. Возведенная в 1730 году крепость на протяжении многих лет служила для защиты от атак со стороны пиратов, в то время были частыми поскольку порт поселка расположен на севере острова был менее защищенным по сравнению с южным побережьем Мадейры. Строительство аквариума на месте заброшенной крепости было принято муниципальной палатой Порту-Мониш ещё в 1998 году. Сегодня аквариум насчитывает 11 аквариумов с более 70 видами рыб и животных, причем самый большой аквариум имеет вместимость 500 тыс. литров. Стоимость билета для взрослых в аквариум составляет 7 евро.
Водопад «ВЭУ-да-Нойва» (порт. Cascata Véu da Noiva) является самым высоким водопадом острова и также пользуется большой популярностью среди туристов Мадейры. Находится на северном побережье острова на территории муниципального общины Сейшал. «ВЭУ-да-Нойва» в переводе на русский язык означает «вуаль невесты». Другими интересными местами муниципалитета является тематический парк, канатная дорога «Ашадаш-да-Круш», естественные бассейны и леса лаурисилвы.

## Демография
| Численность населения муниципалитета по годам | Численность населения муниципалитета по годам | Численность населения муниципалитета по годам | Численность населения муниципалитета по годам | Численность населения муниципалитета по годам | Численность населения муниципалитета по годам | Численность населения муниципалитета по годам | Численность населения муниципалитета по годам |
| --------------------------------------------- | --------------------------------------------- | --------------------------------------------- | --------------------------------------------- | --------------------------------------------- | --------------------------------------------- | --------------------------------------------- | --------------------------------------------- |
| 1864                                          | 1900                                          | 1930                                          | 1960                                          | 1981                                          | 1991                                          | 2001                                          | 2004                                          |
| 5948                                          | 4206                                          | 5068                                          | 5917                                          | 3963                                          | 3432                                          | 2927                                          | 2762                                          |

## Состав муниципалитета
В муниципалитет входят следующие районы:
1. Ашадаш-да-Круш (порт. Achadas da Cruz)
2. Порту-Мониш (порт. Porto Moniz)
3. Рибейра-да-Жанела (порт. Ribeira da Janela)
4. Сейшал (порт. Seixal)

## Галерея
- Внешний вид Аквариума Мадейры
- Водопад «Вуаль невесты» (слева)
- Вид природных бассейнов
- Посадочная площадку для вертолетов